# Aileen Quinn
Pour les articles homonymes, voir Quinn.
Aileen Quinn, née à Yardley (Pennsylvanie) le 28 juin 1971 , est une actrice, chanteuse et danseuse américaine.

## Biographie
En 1982, Aileen Quinn est choisie parmi 8 000 autres petites filles pour interpréter le rôle de la petite orpheline Annie dans le film homonyme de John Huston, adapté de la pièce Annie dans laquelle elle avait déjà interprété plusieurs rôles. Comme de nombreux enfants stars, elle prend ensuite ses distances avec le show-business, étudie les langues et devient, un temps, interprète, avant de retrouver les planches avec Fiddler on the Roof, Dreamstuff, Yiddle With a Fiddle et Peter Pan.

## Filmographie
- 1982 : Annie
- 1982 : Lights, Camera, Annie! (TV)
- 1982 : The Wizard of Oz (Le Magicien d'Oz) (voix)
- 1983 : The Charmkins (V) (voix)
- 1988 : The Frog Prince